# 奥克森富特
奥克森富特（德語：Ochsenfurt，發音：[ˈɔksn̩ˌfʊʁt] ⓘ）是德国巴伐利亚州下弗兰肯行政区维尔茨堡县的城市，面积63.57平方千米，2023年12月31日人口为11,434人。

## 友好城市
奥克森富特与以下城市结为友好城市：
- 波蘭 羅普奇采[2]
- 英格兰 溫伯恩明斯特[3]
- 捷克 扎布熱赫
- 法國 库唐斯
- 德国 科尔迪茨
- 義大利 比别纳